# Una nota super la semper est canendum fa
Il distico mnemonico latino Una nota supra la semper est canendum fa concerne la pratica della solmisazione. Quando l'ambitus di una melodia gregoriana supera l'exacordum naturale (ut-re-mi-fa-sol-la) presentando una nota più acuta del la per moto congiunto, si viene a formare un tritono, che allora era una figurazione melodica vietatissima dalla prassi e dal gusto (nella trattatistica, il tritono veniva definito diabolus in musica). Per ovviare all'inconveniente, si provvedeva a cambiare exacordum, passando all'exacordum molle (f, g, a, b-molle, c, d), facendo sì che la nota super la (il b, appunto) fosse bemollizzata. La pratica della solmisazione, però, era nata appunto per gestire simili alterazioni melodiche e per ricondurre quindi tutti gli intervalli ai nomi che essi prendevano all'interno dell'exacordum naturale, in modo da avere diatonismo (ossia, di non usare alterazioni): per cui la distanza la-si bemolle, pari a un semitono, veniva ricondotta al nome che assumeva il semitono l'exacordum naturale, e si denominava mi-fa. 
Dunque la nota super la, a una distanza di semitono per aggirare il tritono, viene ad essere un fa, soddisfacendo il requisito della mnemonica latina in oggetto che, tradotta, dice: Una nota sopra il "la", va sempre cantata "fa".